# Aechmea matudae
Aechmea matudae es una especie fanerógama de la familia de Bromeliáceas, originaria de México en Chiapas.

## Descripción
Son terrestres o epífitas, alcanzando un tamaño de 60-70(-100) cm en flor. Hojas 60-110 cm; vainas de 10 cm de ancho, densamente pardo claro adpreso lepidotas; láminas 5-8.5 cm de ancho, liguladas, densamente coalescente-lepidotas, glabrescentes, densamente serradas, agudas a redondeadas y apiculadas. Escapo 27-46 cm, erecto, esparcidamente flocoso; brácteas más largas que los entrenudos, divergentes y el raquis parcialmente expuesto, esparcidamente serradas. Inflorescencia 25-35 cm, 1-pinnado compuesta; raquis terete a angulado o sulcado, flocoso; brácteas primarias más inferiores tan largas como o más largas que las espigas, las otras reducidas y mucho más cortas que las espigas, serradas; espigas 4-6 cm, divergentes a patentes, con 2-4(-5) flores dísticas a subdísticas. Brácteas florales 0.6-0.8(-1) cm, probablemente más cortas que los ovarios, más cortas que o casi tan largas como los entrenudos, patentes, nervadas, subulado-espiniformes, patentes, (nervadas?), glabras. Flores sésiles; sépalos 9-13 mm, libres o casi libres, marcadamente asimétricos, espinoso-acuminados hasta de 5 mm, glabros. Bayas de 2 cm. Selvas subcaducifolias.

## Taxonomía
Aechmea matudae fue descrita por Lyman Bradford Smith y publicado en Contributions from the United States National Herbarium 29: 430–431, f. 37. 1951.
Etimología
Aechmea: nombre genérico que deriva del griego akme ("punta"), en alusión a los picos rígidos con los que está equipado el cáliz.
matudae: epíteto